# Pieza rhea
Pieza rhea (лат.) — вид короткоусых двукрылых насекомых рода Pieza из семейства Mythicomyiidae.

## Распространение
США, Флорида.

## Описание
Мелкие мухи с длиной около 1 мм (1,05 — 1,34). Основная окраска коричневая и чёрная с жёлтыми и белыми отметинами. Голова, грудь и усики чёрные.
Первая субмаргинальная ячейка крыла закрытая и треугольная, усиковый стилус, размещён субапикально на втором флагелломере. Мезонотум сплющен дорзально. Глаза дихоптические. Вид был впервые описан в 2002 году американским диптерологом Нилом Эвенхусом (Center for Research in Entomology, Bishop Museum, Гонолулу, Гавайи, США).